# Macarena García
Pour les articles homonymes, voir García.
Macarena García, née Macarena García de la Camacha Gutiérrez-Ambrossi le 26 avril 1988 à Madrid, est une actrice et chanteuse espagnole. Elle débute par le théâtre et la comédie musicale puis s’oriente vers la télévision avant de se faire connaître grâce à son rôle de Blanche-Neige dans le film Blancanieves de Pablo Berger en 2012.

## Biographie
Macarena García naît à Madrid en 1988. Elle a pour frère le réalisateur Javier Ambrossi, avec qui elle travaille à plusieurs reprises au cours de sa carrière.
Elle débute par le théâtre et la comédie musicale puis s’oriente vers la télévision. Elle se fait connaître grâce à ses rôles dans les séries Amar en tiempos revueltos et Luna, el misterio de Calenda. Elle débute au cinéma en 2012 dans le film fantastique Blancanieves de Pablo Berger, une version revisitée du conte de Blanche-Neige, personnage qu’elle interprète et avec  lequel elle obtient plusieurs prix cinématographiques en Espagne dont le Prix Goya du meilleur espoir féminin.
En 2017, elle joue dans la comédie musicale Holy Camp! (La llamada) des réalisateurs Javier Ambrossi et Javier Calvo. Il s'agit d'une adaptation cinématographique de la pièce de théâtre du même nom, dans laquelle elle avait joué le même personnage en 2013.
En 2018, elle est à l'affiche de la série télévisée La otra mirada (es) aux côtés d'Ana Wagener, Patricia López Arnaiz et Cecilia Freire. La série est reconduite pour une deuxième saison en 2019.
En 2019, elle est, avec Blanca Suárez, Amaia Salamanca et Belén Cuesta, l'une des quatre sœurs à la recherche de leurs pères dans la comédie Malgré tout (A pesar de todo) de Gabriela Tagliavini.
En 2014, elle fait partie du casting de Casa en flames  de Dani de la Orden

## Filmographie

### Au cinéma
- 2012 : Blancanieves de Pablo Berger : Carmen / Blancanieves
- 2014 : Todos están muertos de Beatriz Sanchís (es) : Nadia
- 2015 : Palmiers dans la neige (Palmeras en la nieve) de Fernando González Molina : Julia
- 2016 : Villaviciosa de al lado de Nacho G. Velilla (es) : Sole
- 2017 : Holy Camp! (La llamada) de Javier Ambrossi et Javier Calvo : María Casado
- 2017 : Que baje Dios y lo vea  de Curro Velázquez
- 2019 : Malgré tout (A pesar de todo) de Gabriela Tagliavini : Lucia
- 2019 : Ventajas de viajar en tren d'Aritz Moreno
- 2024 : Un Hipster en la España vacía de Emilio Martínez Lázaro

### À la télévision
- 2009 : Hospital Central (1 épisode)
- 2010 : El pacto
- 2010 : Amar en tiempos revueltos
- 2011 : Punta Escarlata
- 2011 : Hospital Central (1 épisode)
- 2012 : Luna, el misterio de Calenda
- 2013 : Niños robados
- 2014 – 2015 : B&b, de boca en boca (es)
- 2015 : La española inglesa de Marco A. Castillo
- 2017 : Le Ministère du temps, saison trois
- 2018 – 2019 : La otra mirada (es)
- 2023 : La Mesías : Irene Baró

## Distinctions
- Coquille d'argent de la meilleure actrice du Festival de Saint-Sébastien 2012 pour Blancanieves
- Goya du meilleur espoir féminin 2013 pour Blancanieves